# Ergativní jazyk
Ergativní jazyk je typ jazyka, který má ve svém systému pád ergativ. Tato skutečnost má výrazný vliv na větnou stavbu (syntax).
Od tzv. akuzativních jazyků, kam patří většina evropských jazyků včetně češtiny, se ergativní typ liší hlavně tím, jak zachází s předmětem a podmětem tranzitivních sloves. Zatímco v akuzativních jazycích je původce děje (agens) podmětem, v ergativních jazycích je předmětem v ergativu. Podmět, který není původcem, je pak ve tvaru (pádu) označovaném jako absolutiv (obdoba nominativu).
Jediným představitelem ergativního typu v Evropě je baskičtina. V rámci skupiny malajsko-polynéských jazyků je pak zástupcem ergativních jazyků např. bugijština. Částečně je příkladem ergativního jazyka i starověká sumerština.
Příklad
Gizonak mutila ikusi du. (baskicky) – Muž viděl chlapce. (gizon-ak = muž-ERG, mutil-a = chlapec-ABS, ikusi du = viděl; doslova Muži se viděl chlapec.)